# 金原雄次郎
金原 雄次郎（かなはら ゆうじろう、1953年10月 - ）は、日本の実業家。グッドイヤー日本法人代表取締役社長。

## 人物・来歴
兵庫県出身。国際基督教大学教養学部社会科学科卒業。1978年ブリヂストン入社。2006年ブリヂストン・ミドル・イースト＆アフリカFZE社長。2012年ブリヂストン南アフリカCEO。2014年ブリヂストン退社。2015年に住友ゴム工業との提携が解消されたのち、日本グッドイヤー代表取締役社長を務め、オールシーズン用タイヤの導入などを進めた。